# Блаунт, Чарльз, 1-й граф Девоншир
Чарльз Блаунт (англ. Charles Blount; 1563 — 3 апреля 1606) — английский аристократ, 8-й барон Маунтжой, 1-й граф Девоншир. Служил наместником Ирландии в правление Елизаветы I и лордом-протектором Ирландии в правление Якова I.

## Биография
Чарльз Блаунт происходил из древнего английского рода, являлся вторым сыном Джеймса Блаунта, 6-го барона Маунтжоя (ок. 1533—1582), и Кэтрин Ли, единственной дочери сэра Томаса Ли (1511—1545), королевского комиссара по борьбе с монастырями. Чарльз унаследовал титул в 1594 году после смерти своего бездетного старшего брата Уильяма Блаунта, 7-го барона Маунтжоя (ок. 1561—1594).
Чарльз был довольно привлекателен внешне и пользовался расположением королевы Елизаветы I, что вызвало ревность другого фаворита королевы Роберта Деверё и привело к поединку. Впоследствии Блаунт и Деверё стали лучшими друзьями.
Между 1586 и 1592 годами Чарльз Блаунт служил на континенте в Нидерландах и Бретани. В 1597 году он присоединился к экспедиции Уолтера Рэли на Азорские острова. В 1600 году был назначен наместником Ирландии. На этом посту он довольно жёстко и успешно вёл боевые действия против ирландцев.
По возвращении в Англию он получил в собственность огромные поместья, а также титул графа Девоншира. Блаунт взял себе в любовницы Пенелопу Рич, жену лорда Рича, родную сестру своего друга Роберта Деверё. После казни её брата в 1601 году лорд Рич развёлся с супругой через церковный суд. 26 июня 1605 года Блаунт женился на Пенелопе, у которой к тому моменту уже были от него дети. Епископ Уильям Лод был против этого брака, но, будучи обязанным Блаунту, поддался его давлению и обвенчал их. Брак был заключён вопреки церковному праву, и король Яков I его отменил и удалил их с позором от двора.
3 апреля 1606 года Чарльз Блаунт скончался. Его жена пережила его всего на один год и умерла 7 июля 1607 года. Все четверо внебрачных дети Пенелопы были признаны Чарльзом, но поскольку законнорожденных детей у них не было, титулы графа Девоншира и барона Маунтжоя были упразднены. Однако их сын Майнтжой Блаунт получил на службе у короля титул графа Ньюпорта.